# 粤军阵亡将士墓
粤军阵亡将士墓又称粤军殉难烈士墓，位于中国江苏省南京市的莫愁湖西岸。最初建成于1912年秋，后多次修葺，现在所现的烈士墓为1979年重建，墓园面积377平方米。1982年3月，江苏省人民政府将其定为江苏省文物保护单位。

## 墓区形制
墓冢为青石结构，圆拱形二层，底层仿须弥座样式，高1米、直径4米，上层高1.3米，呈半球形。墓廓前有长1.44米，宽1.04米长方形遗骸池，池口安放有原烈士碑13块。墓碑分碑座、碑身、碑头三部分，碑身宽1.45米，高3.15米。正面嵌着孙中山先生手书「建國成仁」4字，墓碑后有黄兴撰文「粵軍殉難義士之碑」。墓前铺有7米长条石踏步7级，两侧各有高1米石柱6根，石柱间衔接着长1.44米，高0.65米石刻栏板。墓地全以条石铺装，周围有周长37.7米的弧形青砖屏墙。

## 粤军北伐
1911年的江浙地区资本主义发达，武昌起义后，江浙各地起义不断高涨，革命军先后攻占了上海、杭州等重要城市。为减轻清军对湖北军政府的军事压力，发展东南地区的革命形势，江浙革命军组成联军，攻打清政府于江南的要塞南京。经过20余天的血战，于1911年12月2日攻占南京。清军守将张勋率部逃出，经浦口逃至徐州。1912年1月1日夜10时，孙中山就任中华民国临时大总统， 中华民国肇建。1912年1月11日，孙中山正式宣布组织6路大军进行北伐。北伐第二军以参加光复南京之役的柏文蔚部皖军和姚雨平部粤军为主力，苏军 为右翼，陈幹部为左翼。作战以陈幹部为主，在津浦铁路一线作战。北伐诸军中，最终成行的只有海路派往烟台的第四军和陆路方面沿津浦路北上的第二军。同年1月25日，张勋由徐州运送清军2000多人突袭已被革命军控制的固镇，革命军被击退，两天后，革命军集中力量反击，同清军激战于三里湾。张勋部伤亡惨重，北逃。此后，北伐军又取宿州。2月12日，粤军攻占徐州，南北议和。

## 陵墓建设及沿革
民国元年（1912年）3月，为纪念北伐阵亡将士，在粤军北伐军总司令姚雨平倡议下，61位阵亡将士遗骸被运回南京，安葬于莫愁湖南岸。孙中山先生亲自手书“建国成仁”四字墓碑，黄兴撰写“粤军殉难义士之碑”。
中国抗日战争时期，墓园遭日军破坏。抗战胜利后，民国三十六年（1947年）冬，国民政府、广东省政府拨款重修，民国三十七年（1948年）将原先分散的53座烈士单人墓、墓碑损毁而失名的8人墓，连同因造炸弹而牺牲的华侨炸弹营营长周达在内，共62具烈士遗骸葬于一冢，将每一座墓的墓碑埋于冢内，在墓前另立大碑，上书“建国粤军阵亡将士之公墓”。并立重修建国粤军阵亡将士墓记碑，上书：

「抗戰勝利還都之年，首屆國民代表大會於南京適當制憲建國之期，追思創造民國之不易，粵省代表及在京人士遂公祭建國粵軍將士墓於莫愁湖畔。現碑殘墓毀蔓草叢荊淪為鄉人飼鴨之場，乃倡議修理，並公推前廣東北伐軍總司令姚雨平先生董其事。三十六年冬，國民政府蔣主席及粵省政府撥款至，即於民國三十七年元月庀材興工。以原有五十三墓分修不易，於是合成一塚，將原名墓碑封於塚內，另樹大碑於前，中書建國粵軍陣亡將士之公墓。其傍書姓名共得五十三人，因墓碑損毀而失名者八人，周達則軍隊未出發前因制炸彈失慎身亡者，補列於此。於是既壯觀瞻復能歷久，至其戰績興厥初營建情形均詳。黃克強姚雨平兩先生所撰碑記第每念民國政 府成立於南京時，漢陽既失張勛沿津浦路擁大軍來犯，民國局勢至岌岌也，賴我粵軍將士奮勇犧牲一捷固鎮，再捷南宿州直搗徐州，張勛奔逃，清廷見勢已去乃宣布退位，民國始告完成，故諸將士之精神實與中華民國千秋萬歲。餘以同袍後死之身今得隨雨平先生重修此墓謹執筆為記尤不勝低徊而欣慰也。」

粤军殉难烈士墓在1966年文化大革命期间被炸毁。经1976年的“拨乱反正”，陵墓于1979年3月得以重建，并更名为“粤军殉难烈士墓”。孙中山先生撰写的“建国成仁”和黄兴撰写的“粤军殉难义士之碑”也被重新修复竖立在墓前。1980年2月5日，时任全国人大常委会副委员长的宋庆龄为粤军阵亡将士墓题字“辛亥革命烈士永垂不朽！”。1982年，粤军阵亡墓及其附属石刻被定为省级文物保护单位。 